# Bilgola Plateau
Bilgola Plateau é um subúrbio de Sydney, no estado da Nova Gales do Sul, na Austrália.